# Huangwei, Yuexi
Huangwei (kinesiska: 黄尾) är en köping i östra Kina. Den ligger i Yuexi härad i Anqing i provinsen Anhui, omkring 120 kilometer sydväst om provinshuvudstaden Hefei. Antalet invånare är 5666. Befolkningen består av 2 753 kvinnor och 2 913 män. Barn under 15 år utgör 14,0 %, vuxna 15-64 år 74 %, och äldre över 65 år 11,0 %.